# Liste der Wappen im Landkreis Calw
Diese Liste beinhaltet alle in der Wikipedia gelisteten Wappen des Landkreises Calw in Baden-Württemberg, inklusive historischer Wappen. Fast alle Städte, Gemeinden und Kreise in Baden-Württemberg führen ein Wappen. Sie sind über die Navigationsleiste am Ende der Seite erreichbar.

## Landkreis Calw

Wappen des Landkreises Calw[1]
Der Landkreis Calw in Baden-Württemberg

## Städtewappen im Landkreis Calw

Altensteig[2]
Bad Herrenalb[3]
Bad Liebenzell[4]
Bad Teinach-Zavelstein[5]
Bad Wildbad[6]
Calw[7]
Haiterbach[8]
Nagold[9]
Neubulach[10]
Wildberg[11]

## Gemeindewappen im Landkreis Calw

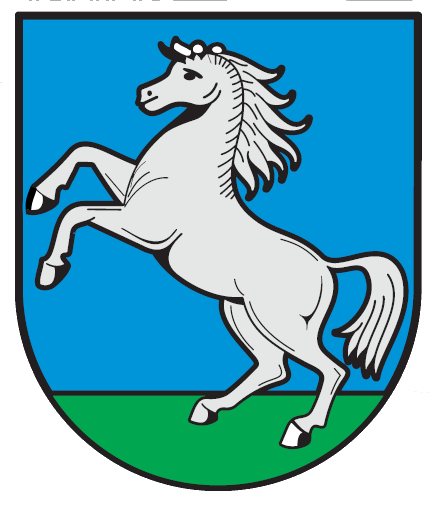
Althengstett
Dobel[13]
Ebhausen[14]
Egenhausen[15]
Enzklösterle[16]
Gechingen[17]
Höfen an der Enz[18]
Neuweiler[19]
Oberreichenbach[20]
Ostelsheim[21]
Rohrdorf[22]
Schömberg[23]
Simmersfeld[24]
Simmozheim[25]
Unterreichenbach[26]

## Ehemalige Gemeindewappen

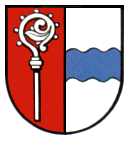
Agenbach
Aichelberg[28]
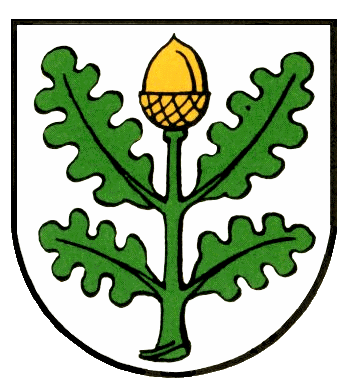
Aichhalden
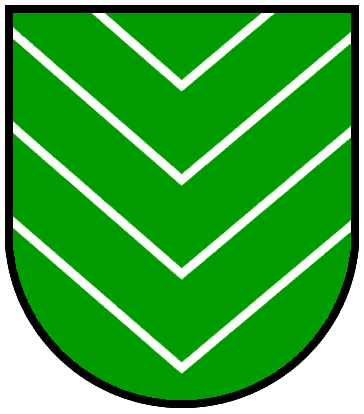
Altensteigdorf
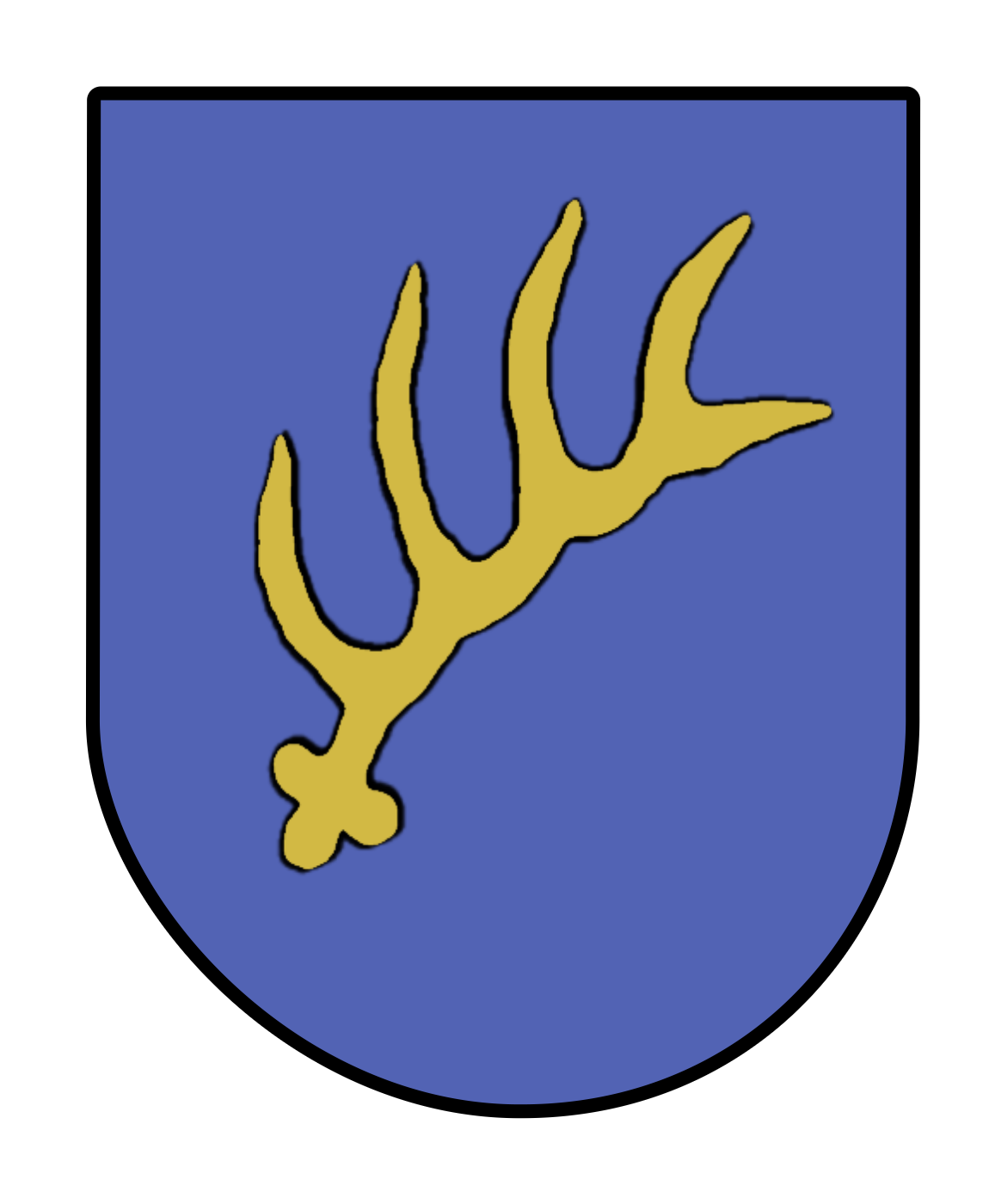
Altbulach
Altburg[32]
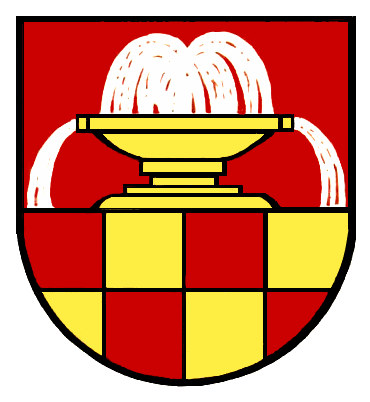
Bad Teinach
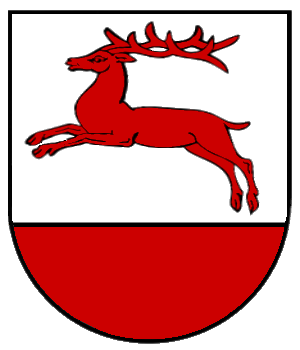
Beihingen
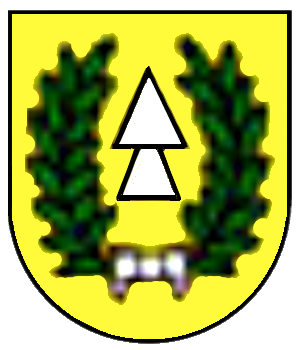
Beinberg
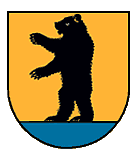
Bernbach
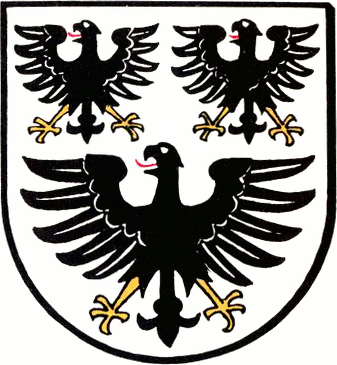
Berneck
Beuren[38]
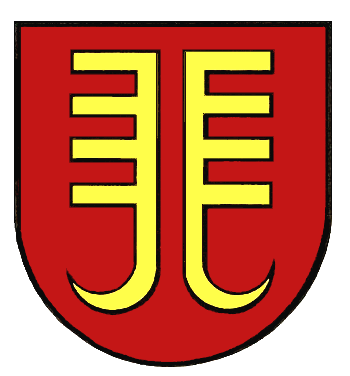
Bieselsberg
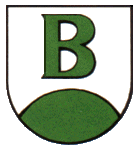
Breitenberg
Calmbach[41]
Ebershardt[42]
Ebhausen – alt[43]
Effringen[44]
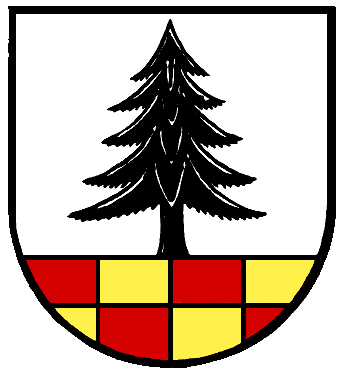
Emberg
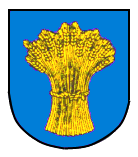
Emmingen
Ettmannsweiler[47]
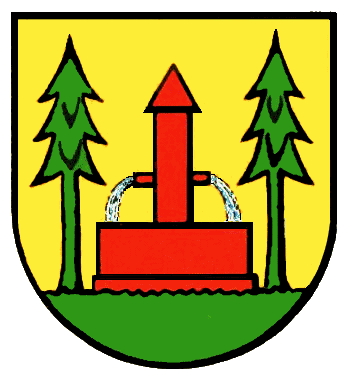
Fünfbronn
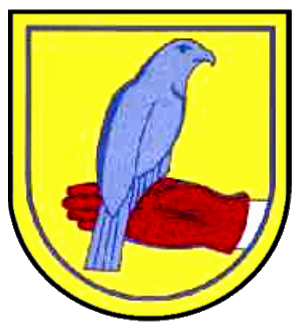
Garrweiler
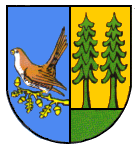
Gaugenwald
Gültlingen[51]
Gündringen[52]
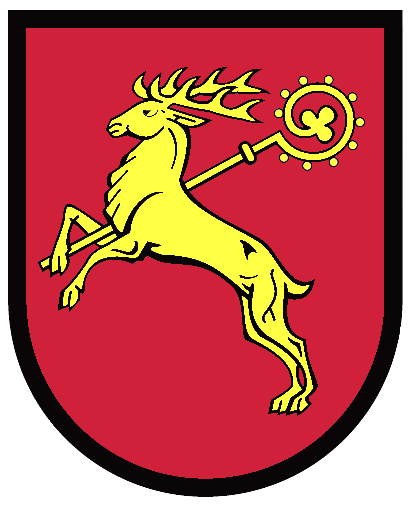
Hirsau
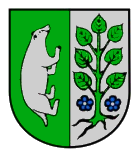
Hochdorf
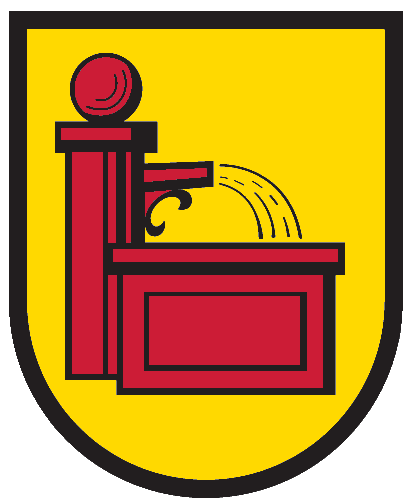
Holzbronn
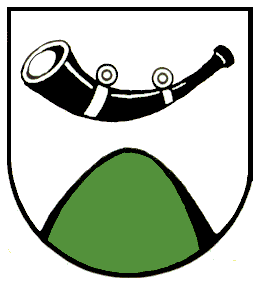
Hornberg
Igelsloch[57]
Iselshausen[58]
Kapfenhardt[59]
Langenbrand[60]
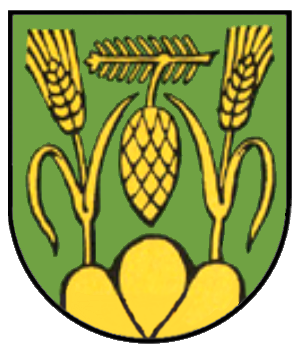
Liebelsberg
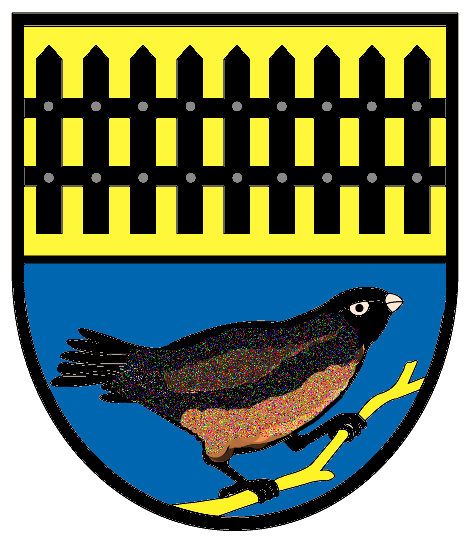
Maisenbach
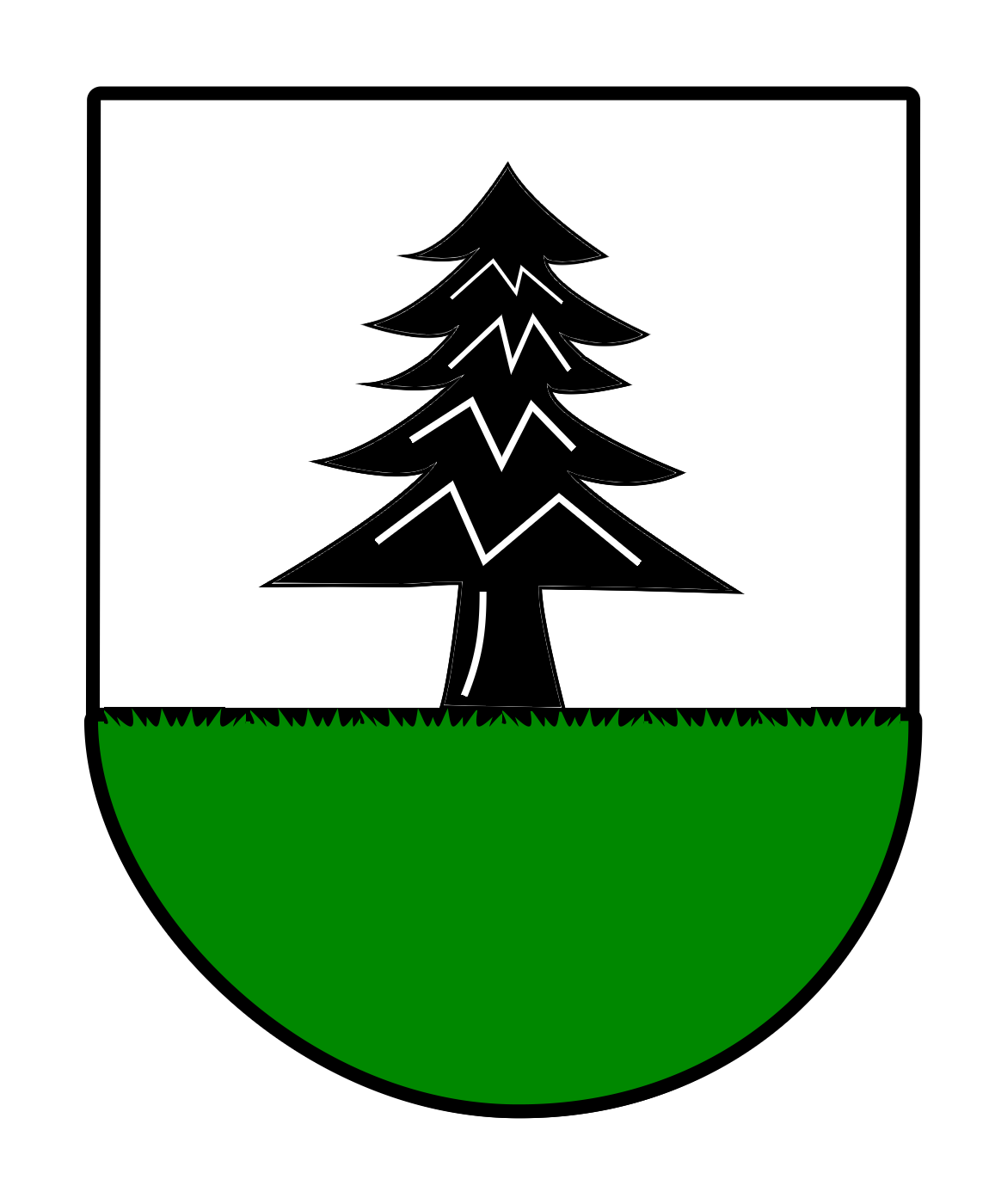
Martinsmoos
Mindersbach[64]
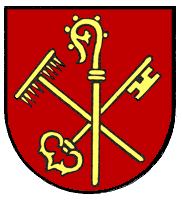
Möttlingen
Monakam[66]
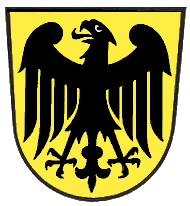
Neubulach – alt
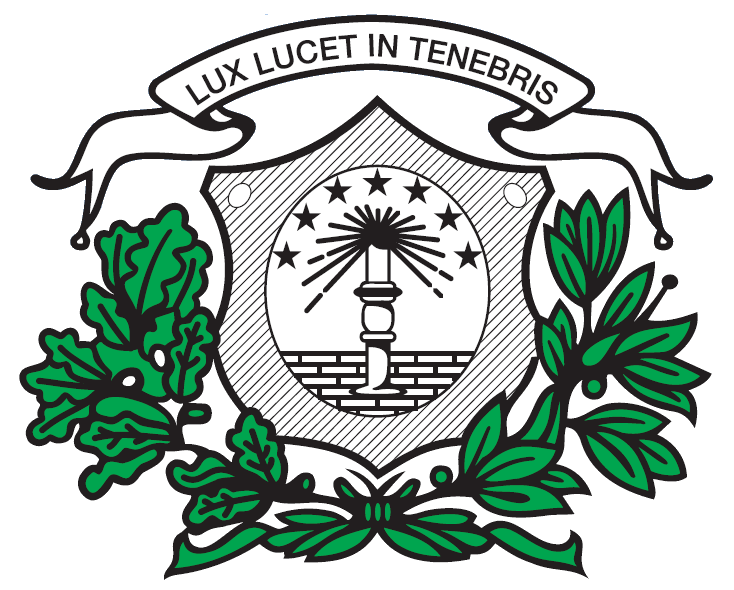
Neuhengstett
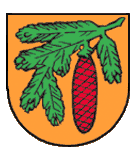
Neusatz
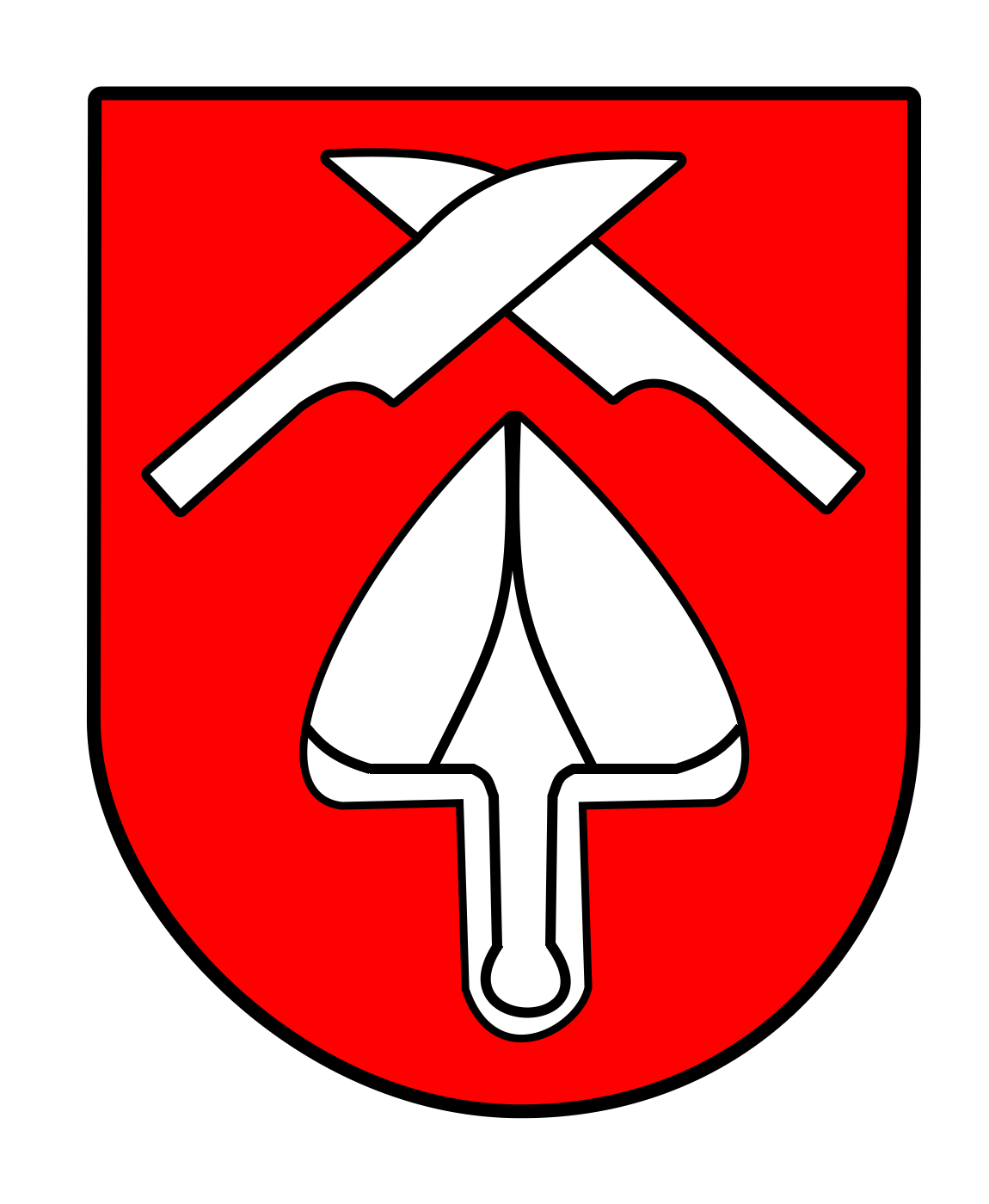
Oberhaugstett
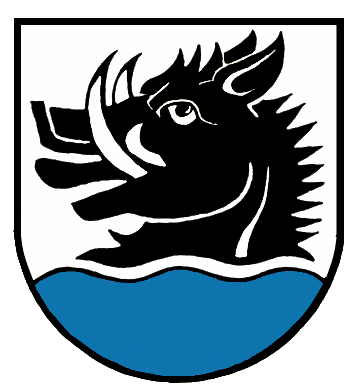
Oberkollbach
Oberkollwangen[72]
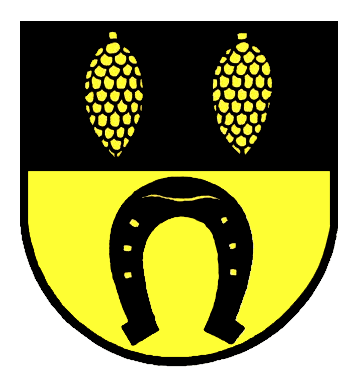
Oberlengenhardt
Oberreichenbach[74]
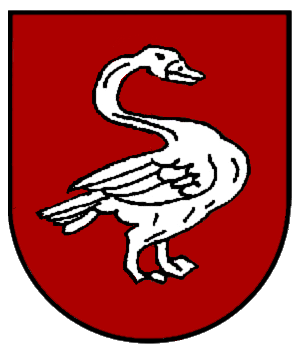
Oberschwandorf
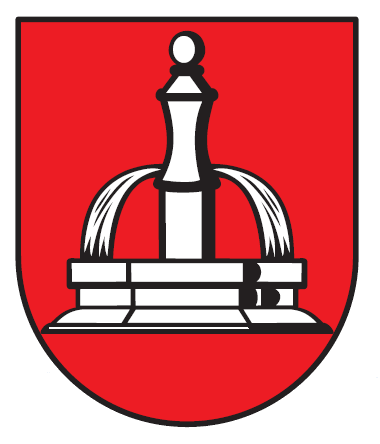
Ottenbronn
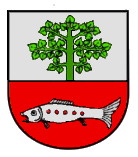
Pfrondorf
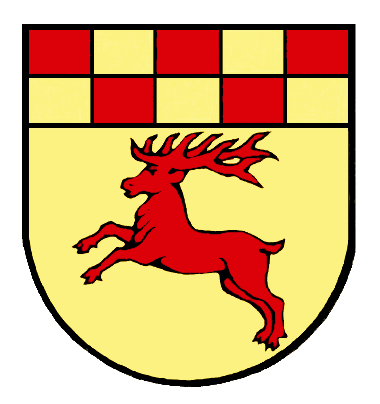
Rötenbach
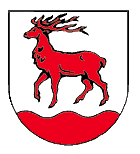
Rotensol
Rotfelden[80]
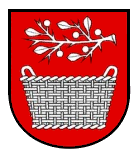
Schietingen
Schmieh[82]
Schömberg – alt[83]
Schönbronn[84]
Schwarzenberg[85]
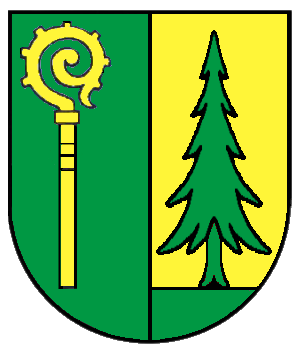
Sommenhardt
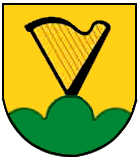
Spielberg
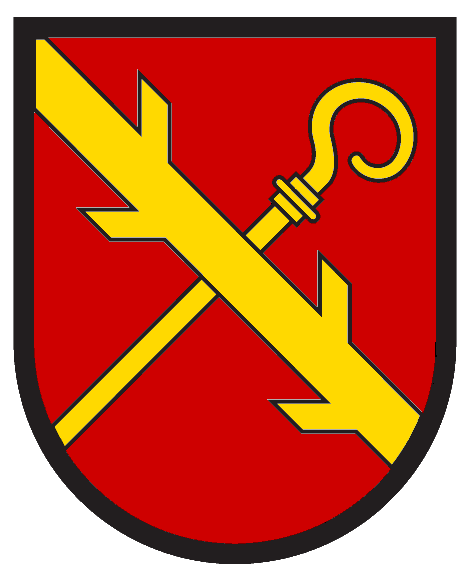
Stammheim
Sulz am Eck[89]
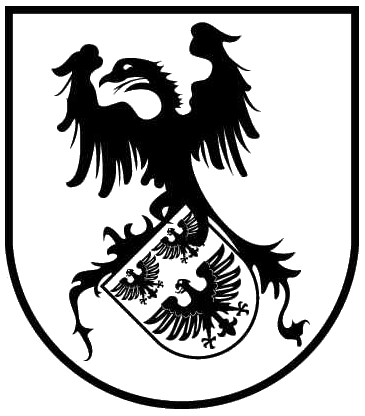
Überberg
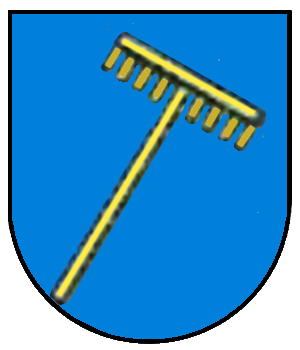
Unterhaugstett
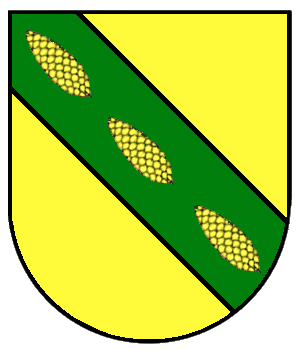
Unterlengenhardt
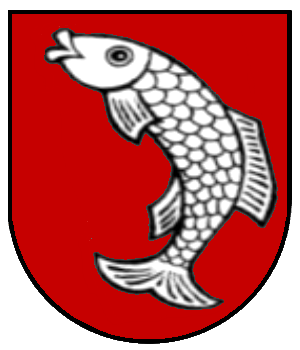
Unterschwandorf
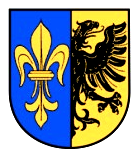
Vollmaringen
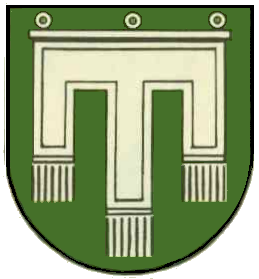
Walddorf
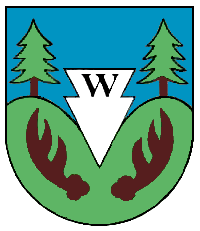
Wart
Wenden[97]
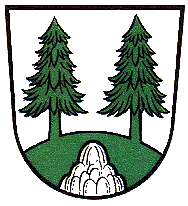
Wildbad im Schwarzwald – alt
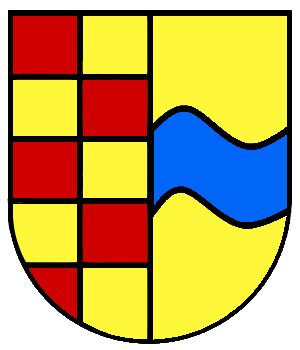
Würzbach
Zavelstein[100]
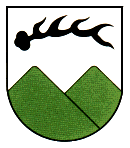
Zwerenberg

## Blasonierungen
1. ↑  Landkreis Calw: In Gold auf blauem Dreiberg, aus dem eine silberne Quelle sprudelt, ein stehender, blau gekrönter und blau gezungter roter Löwe.
2. ↑  Altensteig: In Gold unter einer liegenden schwarzen Hirschstange auf grünem Berg eine rotbedachte silberne Burg, zu der ein goldener Weg hinaufführt.
3. ↑  Bad Herrenalb: In Schwarz ein doppelreihig rot-silbern geschachter Schräglinksbalken, überdeckt mit einer rot gefütterten silbernen Albe, durch die ein pfahlweis gestellter, linksgewendeter goldener Abtsstab gesteckt ist.
4. ↑  Bad Liebenzell: In Blau unter einer liegenden schwarzen Hirschstange in silbernem Zelt mit goldener Spitze auf schwarz-golden geschachtem Boden eine goldene Badewanne, in der ein badender Mann sitzt.
5. ↑  Bad Teinach-Zavelstein: Über einer erhöhten Schildteilung in Gold drei schwarze Hirschstangen übereinander, unten von Rot und Gold geschacht (12 Plätze).
6. ↑  Bad Wildbad: In Gold zwei grüne Tannen, deren linke die rechte teilweise verdeckt, beide bis zur Mitte überdeckt von einer aus dem Unterrand aufsteigenden und in zwei Strahlen niederfallenden silbernen Fontäne.
7. ↑  Calw: In Gold auf blauem Dreiberg ein stehender blaubezungter, blau gekrönter roter Löwe.
8. ↑  Haiterbach: In geteiltem Schild oben in Silber ein roter Adlerfang, unten von Rot und Silber senkrecht gerautet.
9. ↑  Nagold: In von Silber und Rot geteiltem Schild ein blauer Nagel.
10. ↑  Neubulach: In Gold ein rot bewehrter, rot bezungter und rot gekrönter schwarzer Adler, belegt mit einem silbernen Brustschild, darin schräggekreuzt ein roter Schlägel und ein roter Hammer.
11. ↑  Wildberg: Geteilt von Silber und Rot; oben eine liegende schwarze Hirschstange, unten der silberne Großbuchstabe W.
12. ↑  Althengstett: In Blau auf grünem Boden ein steigender silberner Hengst.
13. ↑  Dobel: In Blau eine hinter grünem Dreiberg hervorbrechende goldene Sonne.
14. ↑  Ebhausen: In einem von Gold und Schwarz gespaltenen Schild ein erniedrigter roter Balken, rechts oben eine schwarze Axt (Schneide rechts).
15. ↑  Egenhausen: In rot eine Silberdistel mit silberner Blüte, bewurzeltem goldenem Stängel und sechs goldenen Blättern.
16. ↑  Enzklösterle: In Gold ein blauer Wellenschrägbalken, belegt mit einem goldenen Floß.
17. ↑  Gechingen: In Gold auf blauem Dreiberg ein roter Löwe, in den Vorderpranken einen blauen Abtsstab haltend.
18. ↑  Höfen an der Enz: In Silber ein grüner Dreiberg, auf dem rechten Berg ein roter Zinnenturm, auf dem mittleren und linken je ein rotes Giebelhaus.
19. ↑  Neuweiler: In Gold ein mit dem Mundstück nach links gerichtetes schwarzes Hifthorn mit silbernen Beschlägen und roter Fessel.
20. ↑  Oberreichenbach: Über einer erniedrigten blauen Wellenleiste in Gold vier bewurzelte grüne Tannen, unten von Gold und Rot geschacht (10 Plätze).
21. ↑  Ostelsheim: In von Gold und Schwarz geteiltem Schild oben ein silbern bewehrter und silbern bezungter wachsender schwarzer Löwenrumpf, unten ein vierspeichiges goldenes Rad.
22. ↑  Rohrdorf: In von Rot und Silber geteiltem Schild oben ein silbernes Johanniterkreuz.
23. ↑  Schömberg: Über dreimal von Silber und Blau wellenförmig geteiltem Wellenschildfuß in Silber ein grüner Dreiberg, aus der mittleren Kappe aufsteigend eine rote Sonne mit elf roten Strahlen, auf den äußeren Kappen je eine grüne Tanne.
24. ↑  Simmersfeld: In Rot schräg gekreuzt eine goldene Axt und ein gestürztes goldenes Schwert, darüber ein linksgewendeter balzender goldener Auerhahn auf goldenem Ast.
25. ↑  Simmozheim: In Rot ein goldener Löwe mit einem silbernen Abtsstab in den Vorderpranken, links oben ein silberner Stern.
26. ↑  Unterreichenbach: In Silber ein blauer Wellenbalken, darüber eine liegende schwarze Hirschstange, darunter die schwarzen lateinischen Großbuchstabe UR.
27. ↑  Agenbach: In gespaltenem Schild vorne in Rot ein linksgekehrter silberner Abtsstab, hinten in Silber ein blauer Wellenbalken.
28. ↑  Aichelberg: In Blau auf goldenem Dreiberg eine goldene Eichenstaude mit drei Eicheln und sechs Blättern.
29. ↑  Aichhalden: In Silber ein pfahlweis gestellter, vierblättriger grüner Eichenzweig mit einer goldenen Eichel.
30. ↑  Altensteigdorf
31. ↑  Altbulach: In Blau eine schräglinks liegende silberne Hirschstange.
32. ↑  Altburg: In Blau ein zinnengekrönter silberner Turm.
33. ↑  Bad Teinach: In geteiltem Schild oben in Rot ein goldener Schalenbrunnen mit silbernem Wasser, unten von Rot und Gold in acht Plätzen geschacht.
34. ↑  Beihingen: Über rotem Schildfuß oben in Silber ein roter Hirsch.
35. ↑  Beinberg
36. ↑  Bernbach: In Gold auf blauem Schildfuß ein aufgerichteter schwarzer Bär.
37. ↑  Berneck: In Silber drei (2:1) golden bewehrte, rot bezungte schwarze Adler.
38. ↑  Beuren
39. ↑  Bieselsberg: In Rot zwei abgekehrte, gestürzte goldene Kesselhaken.
40. ↑  Breitenberg: In Silber über grünem Hügel der grüne Großbuchstabe B.
41. ↑  Calmbach: In Gold ein blauer Wellenschrägbalken, oben ein schräger blauer Anker, unten der blaue Großbuchstabe C.
42. ↑  Ebershardt: In Silber auf grünem Boden ein stehender schwarzer Eber.
43. ↑  Ebhausen alt: In Blau ein rot bedachtes silbernes Haus mit Stufengiebel.
44. ↑  Effringen
45. ↑  Emberg: Über von Rot und Gold geschachtem Schildfuß in Silber eine schwarze Tanne.
46. ↑  Emmingen
47. ↑  Ettmannsweiler
48. ↑  Fünfbronn: In Gold auf grünem Boden zwischen zwei grünen Tannen ein doppelröhriger laufender Brunnen (Brunnensäule in der Mitte).
49. ↑  Garrweiler: In Gold ein aus dem heraldisch linken Schildrand wachsender Arm mit rotem Handschuh, auf dem ein blauer Falke sitzt.
50. ↑  Gaugenwald: In gespaltenem Schild vorne in Blau auf goldenem, aus dem Spalt wachsendem Eichenzweig ein natürlicher Kuckuck, hinten in Gold auf grünem Boden zwei grüne Tannen.
51. ↑  Gültlingen: Eine aus dem Unterrand wachsende Tanne, unten begleitet von zwei Ähren, oben überdeckt mit zwei aus den Rändern hervorbrechenden Armen mit Handschlag. [Siegelbild, kein Wappen.]
52. ↑  Gündringen: In gespaltenem Schild vorne in Silber eine blaue Tanne, hinten in Blau eine pfahlweis gestellte silberne Forelle.
53. ↑  Hirsau: In Rot ein aufgerichteter goldener Hirsch, zwischen den Vorderläufen einen schräglinken goldenen Abtsstab haltend.
54. ↑  Hochdorf: In von Grün und Silber gespaltenem Schild vorn ein nach dem Spalt laufender silberner Dachs, hinten eine bewurzelte grüne Lindenstaude, deren Stamm von zwei fünfblättrigen blauen Rosen begleitet ist, mit sieben grünen Blättern.
55. ↑  Holzbronn: In Gold ein laufender roter Dorfbrunnen.
56. ↑  Hornberg: In Silber über grünem Berg ein mit dem Mundstück nach links gekehrtes schwarzes Jagdhorn [bis 1956: Kuhhorn] mit silbernen Beschlägen [ohne Fessel].
57. ↑  Igelsloch
58. ↑  Iselshausen
59. ↑  Kapfenhardt: In Gold über grünem Dreiberg ein vierspeichiges, achtschaufliges rotes Mühlrad.
60. ↑  Langenbrand
61. ↑  Liebelsberg: In Grün aus goldenem Dreiberg wachsend zwei goldene Ähren, dazwischen ein goldener Tannenzapfen an balkenweis liegendem goldenem Ästchen.
62. ↑  Maisenbach: In geteiltem Schild oben in Gold ein schwarzer Zaun, unten in Blau auf goldenem Ast eine linksgewendete natürliche Meise.
63. ↑  Martinsmoos: In Silber auf grünem Boden eine schwarze Tanne.
64. ↑  Mindersbach: In Rot ein silberner Wellenpfahl, begleitet vorne von einer silbernen Ähre, hinten von einem silbernen Beil.
65. ↑  Möttlingen: In Rot schräggekreuzt ein goldener Rechen und ein goldener Schlüssel, die Kreuzung überdeckt durch einen goldenen Abtsstab.
66. ↑  Monakam: In Rot auf grünem Hügel ein goldenes lateinisches Kreuz.
67. ↑  Neubulach alt: In Gold ein schwarzer Adler.
68. ↑  Neuhengstett
69. ↑  Neusatz: In Gold am grünen Zweig ein roter Tannenzapfen.
70. ↑  Oberhaugstett: In Rot eine gestürzte silberne Pflugschar, darüber zwei schräggekreuzte gestürzte silberne Pflugmesser.
71. ↑  Oberkollbach: In Silber über blauem Wellenschildfuß ein schwarzer Eberkopf.
72. ↑  Oberkollwangen
73. ↑  Oberlengenhardt: In geteiltem Schild oben in Schwarz zwei goldene Tannenzapfen nebeneinander, unten in Gold ein mit den Stollen nach unten gekehrtes schwarzes Hufeisen mit sechs goldenen Nägeln.
74. ↑  Oberreichenbach alt: Ein aufgerichteter Löwe. [Siegelbild, kein Wappen.]
75. ↑  Oberschwandorf: In Rot ein stehender, linksgewendeter silberner Schwan.
76. ↑  Ottenbronn: In Rot ein sechseckiger laufender silberner Röhrenbrunnen mit Brunnensäule und zwei Röhren.
77. ↑  Pfrondorf
78. ↑  Rötenbach: Unter von Rot und Gold doppelreihig geschachtem Schildhaupt in Gold ein springender roter Hirsch.
79. ↑  Rotensol: In Silber über rotem Wellenschildfuß ein schreitender roter Hirsch.
80. ↑  Rotfelden: In Gold ein roter Schrägbalken, begleitet oben von einem schwarzen Rad, unten von einer schwarzen Hirschstange nach der Figur.
81. ↑  Schietingen
82. ↑  Schmieh: In von Silber und Grün geteiltem Schild oben drei pfahlweis gestellte grüne Tannenzapfen nebeneinander.
83. ↑  Schömberg alt: In Silber auf grünem Dreiberg zwei grüne Tannen, dazwischen aufsteigend eine goldene Strahlensonne.
84. ↑  Schönbronn: In Rot unter einer aus dem Oberrand hervorbrechenden goldenen Sonne ein aus dem Unterrand wachsender, laufender silberner Zweiröhrenbrunnen.
85. ↑  Schwarzenberg
86. ↑  Sommenhardt: In gespaltenem Schild vorne in Grün ein linksgekehrter goldener Abtsstab, hinten in Gold auf grünem Boden eine grüne Tanne.
87. ↑  Spielberg: In Gold auf grünem Dreiberg eine nach links gerichtete schwarze Harfe.
88. ↑  Stammheim: In Rot ein goldener Ast-Schrägbalken, gekreuzt mit einem aus dem rechten Schildunterrand wachsenden, mit der Krümme nach links gekehrten goldenen Abtsstab.
89. ↑  Sulz am Eck: In geteiltem Schild oben in Gold eine gestürzte blaue Pflugschar, belegt mit dem silbernen Großbuchstaben S, unten in Blau eine aufwärts gebogene silberne Forelle.
90. ↑  Überberg
91. ↑  Unterhaugstett: In Blau (Rot?) ein schräglinker goldener Rechen
92. ↑  Unterlengenhardt: In Gold ein grüner Schrägbalken, belegt mit drei mit der Spitze nach rechts oben weisenden goldenen Tannenzapfen.
93. ↑  Unterschwandorf
94. ↑  Vollmaringen: In gespaltenem Schild vorne in Blau eine goldene Lilie, hinten in Gold ein halber schwarzer Adler am Spalt.
95. ↑  Walddorf: In Grün eine dreilatzige silberne Fahne.
96. ↑  Wart: In Blau ein grüner Zweiberg, auf dessen Einschnitt eine mit dem schwarzen Großbuchstaben W belegte silberne Pflugschar zielt, auf den Kuppen je eine natürliche Tanne; der Berg ist belegt mit zwei braunen Hirschstangen.
97. ↑  Wenden
98. ↑  Wildbad im Schwarzwald alt: In Silber auf grünem Hügel, aus dem eine silberne Quelle sprudelt, zwei grüne Tannen.
99. ↑  Würzbach: In gespaltenem Schild vorne von Rot und Gold [in zehn Plätzen] geschacht, hinten in Gold ein blauer Wellenbalken.
100. ↑  Zavelstein: Geschacht von Rot und Gold in sechzehn Plätzen.
101. ↑  Zwerenberg: In Silber über grünem Zweiberg eine liegende schwarze Hirschstange.
Die ehemaligen Gemeinden Altensteigdorf, Beihingen, Beinberg, Beuren, Effringen, Emmingen, Ettmannsweiler, Gültlingen, Igelsloch, Langenbrand, Neuhengstett, Oberkollwangen, Oberreichenbach (vor Gemeindereform), Pfrondorf, Schietingen, Schwarzenberg, Überberg, Unterschwandorf und Wenden besaßen keine rechtsgültigen Wappen.